# Phaeton
Il phaéton, a volte italianizzato in faetòn, è un tipo di carrozzeria utilizzata per le vetture d'inizio Novecento.

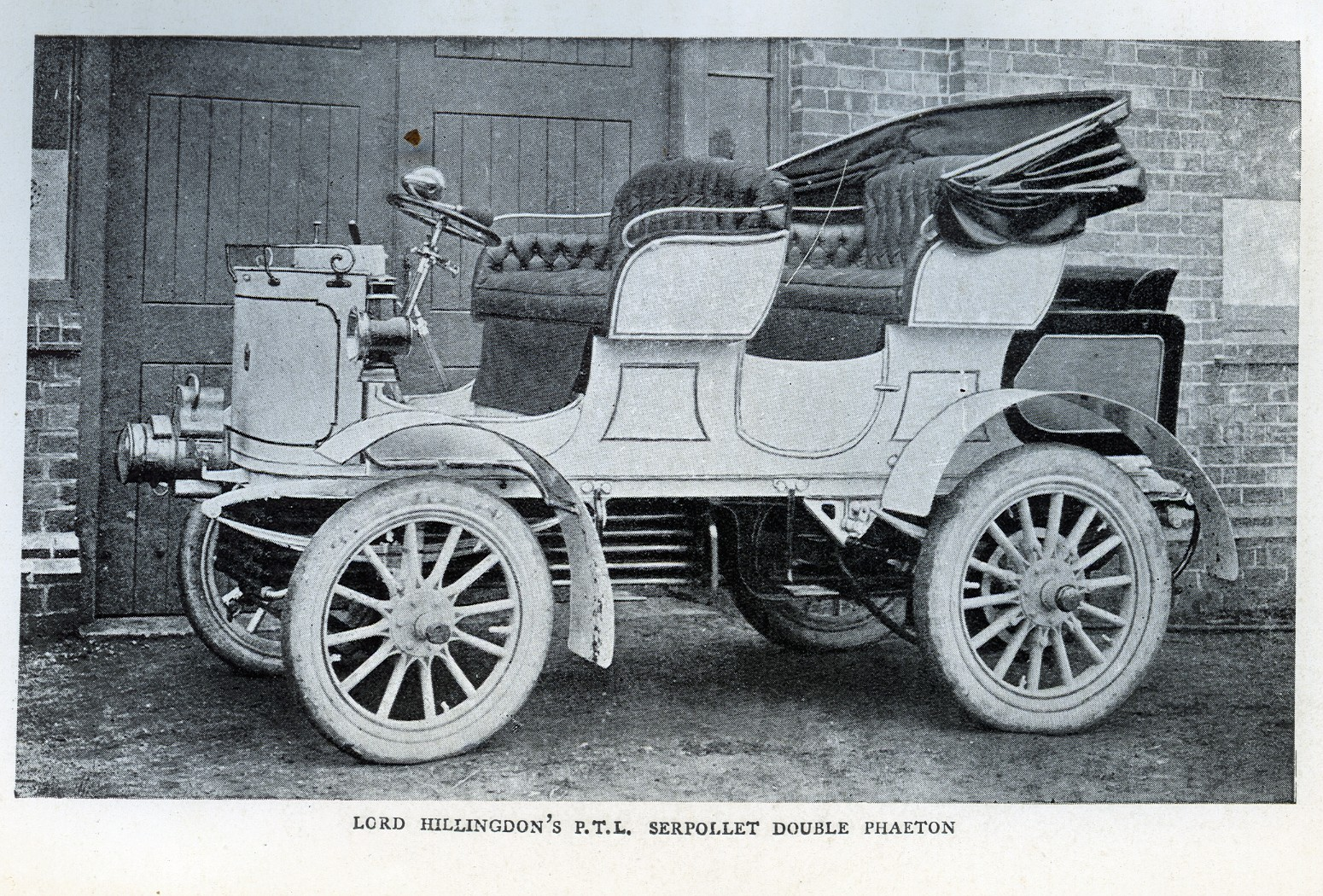
Una Serpollet double phaéton del 1902.

Originariamente destinato alle omonime carrozze aperte a quattro ruote e tiro a uno o a due cavalli, con la nascita dell'automobile il termine phaéton venne utilizzato per indicare un tipo di carrozzeria aperta in uso nel primo ventennio del Novecento. 
In particolare si trattava di una carrozzeria scoperta, priva di sportelli laterali, nella quale potevano essere inserite una o due file di sedili a due posti. In quest'ultimo caso, la vettura prendeva il nome di double phaéton (“doppio phaeton” in italiano) ma esistevano anche alcuni modelli carrozzati come triple phaéton, con tre file di sedili.
A partire dai primi anni dieci, con la diffusione delle torpedo, si cominciò a creare un po' di confusione tra i due tipi di carrozzeria. Alcune case distinsero tra le due tipologie, mentre altre, in particolare negli USA, continuarono ad utilizzare le denominazioni phaéton e double phaéton anche per le torpedo e, in seguito, per le  berline. 

## Etimologia
Il termine phaéton è mutuato dal mito greco di Fetonte, sbalzato fuori dal carro del sole che egli volle guidare senza averne la capacità. Proprio dalla configurazione del phaéton nasce il collegamento con la figura di Fetonte, data l'assenza di protezioni laterali che  suggeriva il timore di essere proiettati all'esterno, in caso di guida imprudente o imperita.